# Большие змеи Улли-Кале
«Больши́е зме́и У́лли-Ка́ле» — российский игровой культурологический[прояснить] фильм-путешествие Алексея Федорченко, снятый при финансовой поддержке Министерства культуры РФ, Романа Абрамовича и губернатора Свердловской области Евгения Куйвашева. История сложных взаимоотношений России с Кавказом начиная с XIX века, столкновений местной культуры и обычаев с имперскими российскими уложена режиссёром в непростую эклектичную конструкцию из девяти глав и предисловия.
Премьера состоялась 22 октября 2022 года на ХХХII Международном кинофестивале «Послание к человеку».

## Сюжет
Предисловие
Деревенские ребятишки мчатся на велосипедах, украшенных обрывками киноплёнки. Пробуют её поджечь, она взрывается; подбрасывают в воздух будто серпантин.
В лесу на раскопе в огромном сундуке под замком найдены сложенные коробки с киноплёнкой — дореволюционный киноальманах девяти режиссёров о Кавказе, закопанный Алексеем Талдыкиным из опасения его уничтожения представителями советской власти. А также пожелтевшая тетрадь — дневники психиатра Оттона Чечотта.
Режиссёр заявляет о своей сенсационной находке, находясь в телевизионной студии, и обещает восстановить утраченные фрагменты по сохранившимся записям из дневников Чечотта. Отборщик Каннского кинофестиваля Жоэль Шапрон по телемосту выражает истинный интерес к находке. Группа режиссёра на экспозиции Кавказского горного общества в Пятигорском краеведческом музее.
Страна Удода
Кадры чёрно-белого фильма Николая Минервина, колоризированные режиссёром при помощи нейросети. Ритуальный обряд покровительнице женщин и детей Тушоли. Ингушские башни с пирамидальным покрытием, строитель одной из них не соглашается спуститься вниз, пока не получает «спускную плату» — корову. Умудрённые жизнью судьи определяют ущерб, нанесённый виновником раненому. Прокурор в своём кабинете посвящает режиссёра в нормы адата. Проверка качества молодого сыра, устройство кожаного корсета кавказской невесты. Разбойники убивают молодожёнов, их прогоняет абрек на коне, в свою очеред становящийся жертвой откуда-то взявшихся энтомологов, которых интересуют только насекомые Кавказа. Сидящий на скамейке посреди посёлка гармонист затягивает есенинскую «Белую берёзу».
Кровная месть
Представлена сцена, в которой происходит случайное самоубийство в кузнице, неосторожный выстрел от испуга при ударе молота о наковальню. Разбирается, в том числе при участии современного полицейского, каковы будут последующие механизмы кровной мести. 
Портрет старого чеченца
Штурм аула Дади-юрт русской армией в 1819 году, когда в результате был вырезан весь аул. Мать-чеченка собственноручно убивает своих детей, чтобы не достались карателям, спастись удаётся лишь трёхлетнему Петруше Захарову — русскую фамилию ему даёт по своему имени забравший его казак. Подросший чеченец оказывается в доме генерала Ермолова, где преуспевает в занятиях живописью. «Дуэль» на мольбертах с Лермонтовым, в результате к подписи художника добавляется «чеченец» — отныне он «Захаров-Чеченец».
Об «Автопортрете» Захарова-Чеченца в Национальном музее в Грозном разговаривают режиссёр и директор музея.
Эпизод боевых действий российских военных в Чечне, когда «Автопортрет» получает повреждения. Показан также монумент Захарову-Чеченцу в Грозном.
Пушкин и газават
Чёрно-белый сон Пушкина на Кавказе: разбуженный Музой, он тут же принимается сочинять стихи, — они появляются следом на светлых стенах его спальни. Это не нравится местным горцам, они зарисовывают особенно возмутивший их «ужасный край чудес». Рассерчавший Пушкин (его плащ окрашивается красным, как флаг в «Броненосце „Потёмкине“») превращается в шайтана и носится за перепуганными обидчиками.
Режиссёр расспрашивает пушкиноведа у памятника поэту во Владикавказе. Беседа с восторженной поклонницей, называющей поэта Сашечкой, у памятника в Литературном квартале Екатеринбурга. В подземном переходе американский бард пропевает пушкинскую балладу «Делибаш».
История о «воскрешении» генерала Засса
Идёт театральная мистерия — синтез драмы и танца, руководимая режиссёром-итальянцем и с участием двух заезжих близнецов. Мистерия посвящена Г. Х. Зассу и его военным хитростям—использованию зеркал и технических устройств для того, чтобы произвести впечатление на горцев, и притворной смерти, позволившей ослабить бдительность горцев. 
В заросшем до горизонта поле два мужика изничтожают когда-то завезённый с Кавказа борщевик. Находящийся с ними агроном подытоживает: «Чего Шамиль не смог, борщевик доделает».
Лермонтов на Кавказе
Разбирается вопрос, насколько взгляд Лермонтова на Кавказ был взглядом завоевателя. 
Теория и практика зикра
В эпизоде обсуждается степень влияния Кунта-Хаджи Кишиева на учение Льва Толстого о непротивлении злу насилием. В эпизоде используется в том числе анимация, обучение зикру в русской школе на Кавказе. Документальные съемки проходят в том числе во дворе мечети Сердце Чечни. В художественном эпизоде представлен зикр в исполнении Толстого -- Ясная Поляна снята в одном из парков Екатеринбурга. 
Кавказ сейчас в Калуге
Ссылка имама Шамиля в Калугу, куда в присутствии пристава к нему приходят нарекать детей. Обыгрывается краеведческая легенда о пуховой шляпе Н. Гоголя — мещане преподносят имаму белый цилиндр в знак своей благодарности. Во время театральной репетиции «Мёртвых душ» Николай Коляда делится своим видением старинной легенды
Представление сцен из «Мёртвых душ» в губернаторском доме.
На верху культовой постройки режиссёр внимает рассказу кавказского змееведа.
Козломобиль

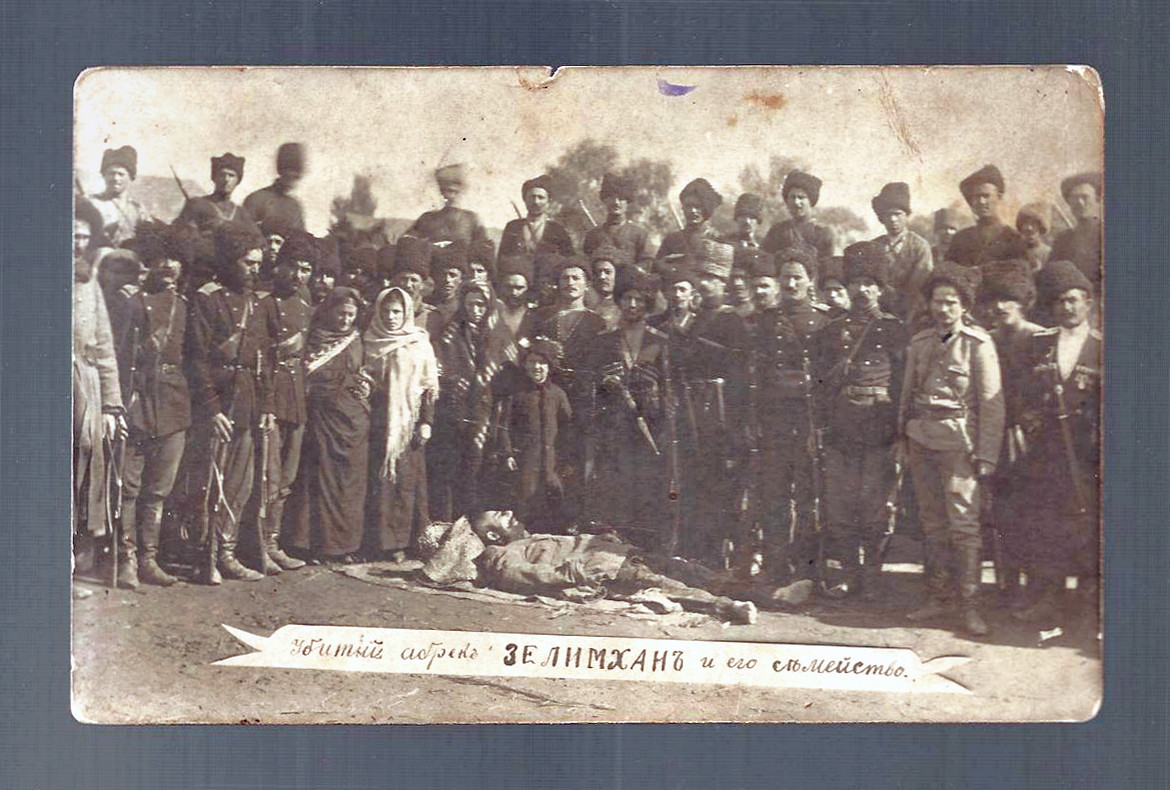
Убитый абрек Зелимхан
и его семейство

Русский инженер Бакиров отправляется в Крым на изобретённом им «козломобиле». Конструкция напоминает огромный старинный велосипед, в движение её приводит помещённый словно «белка в колесе» козёл, запасной козел положен сверху этой конструкции. В монтажной идёт работа по восстановлению старых плёнок. Утраченные фрагменты фонограммы удаётся расшифровать с помощью читающей по губам женщины. Почти фотографически точно воспроизводится сцена убитого абрека Зелимхана с его семейством, растиражированная во множестве открыток.
Находящийся в Ясной поляне Лев Толстой осуждает решение непутёвых сыновей вдовы Векиловой бежать на Кавказ. Сам же вскоре оказывается на станции Астапово и запрещает пускать к нему Софью Андреевну. Не доехав до намеченной цели, Бакиров решает остаться на Кавказе, — настолько приглянулся ему этот край.
На пустынном каменистом берегу горной речки на режиссёра, комментирующего свой фильм, неожиданно нападает огромная змея.

## В ролях
- Алексей Федорченко — режиссёр
- Дарья Исмагулова — Даша

остальные персонажи указаны в порядке появления на экране:
Предисловие
- Мстислав Захаров — телеведущий
- Жоэль Шапрон — кинокритик
- Дмитрий Пелегов — начальник лаборатории
- Ирина Пирогова — экскурсовод
- Лазарь Качмазов — Рудольф Лейцингер
- Эльберт Агаев — Оттон Чечотт, психиатр
- Анзор Багаев — гармонист

Страна Удода
- Ирина Белова — прокурор
- Ирина Сихаджок — экскурсовод
- Илья Белов — энтомолог

Кровная месть
- Денис Тураханов — полицейский

Портрет старого чеченца
- Фёдор Дранников — декоратор
- Гюльнара Гимадутдинова, Маргарита Токмакова — чеченские женщины
- Юлия Беспалова — мать Петруши Захарова
- Варвара Брылина — гувернантка
- Алексей Романов — Пётр Захаров
- Екатерина Соколова — невеста Петра
- Иван Левин — Лермонтов
- Иса Хамурзаев — директор музея

Пушкин и газават
- Евгений Чистяков — Пушкин
- Аслан Басиев — пушкиновед
- Ксения Копарулина — Муза
- Любовь Ворожцова — пушкинолюб
- Давид Маргиев — Гази-Магомед
- Заур Цогоев — Шамиль
- Джош Ланца — певец

История о «воскрешении» генерала Засса
- Франческо Спампинато — режиссёр Феррари
- Александр Блинов — близнецы Феррари
- Дмитрий Михайлов — агроном

Лермонтов на Кавказе
- Борис Горнштейн — лермонтовед

Теория и практика зикра
- Георгий Иобадзе — «десятый ангел»
- Сергей Плахотин — юный Лев Толстой
- Давид Кучиев — Садо
- Салавди Загибов — директор музея Толстого
- Масхут Заурбеков — писатель

Кавказ сейчас в Калуге
- Олег Ягодин — Шамиль
- Александр Замураев — пристав Гиляревич
- Константин Шавкунов — фотограф
- Игорь Кожевин — купец Антипин
- Алиса Кравцова — жена купца Антипина
- Николай Коляда — гоголевед
- Андрей Титов — губернатор
- Татьяна Бунькова — жена губернатора
- Марад Гудиев — змеевед

Козломобиль
- Людвиг Джиоев — инженер Бакиров
- Лена Гуацаева — Мамхегова
- Асланбек Галаов — Мухаммад-Шапи
- Вера Цвиткис — читающая по губам
- Александр Вахов — абрек Зелимхан
- Владимир Сапин — Лев Толстой

## Съёмочная группа
- Авторы сценария — Алексей Федорченко, Лидия Канашова
- Режиссёр — Алексей Федорченко
- Оператор — Артём Анисимов
- Художник — Алексей Максимов
- Звукооператор — Тимофей Шестаков
- Хореограф-постановщик — Татьяна Баганова
- Оператор камеры смартфона — Алексей Федорченко
- Операторы квадрокоптера — Вадим Тогузов, Беслан Мизиев, Андрей Сосновских
- Художник по гриму — Екатерина Шахворостова
- Монтаж — Дарья Исмагулова
- Продюсеры — Дмитрий Воробъёв, Алексей Федорченко

## История создания
На Северный Кавказ режиссёра вывела прочитанная им книга о чеченском чекисте, — по первоначальной задумке из этого мог состояться крепкий жанровый фильм. В процессе работы в соавторстве с Лидией Канашовой и по мере разрастания материала возникла тема суфизма, возникли идеологические противники Кунта-Хаджи Кишиев и Шамиль, за ними — имам Гази-Магомед, кавказские язычники.
В итоге сценаристы взяли за основу исторические факты (по признанию режиссёра в картине их — 95 %).
Реальные факты. Я просто старался найти какие-то истории, которые никто до меня не трогал и не знал. Они выглядят странными, потому что мы сравниваем их с нашими представлениями, с тем, что нам известно.
Я же во многом опирался на взгляд кавказских авторов на Россию, на странную, большую и нелепую страну, которая находится рядом. Нелепую с точки зрения кавказских народов. Большую, грозную, чужую, и всё там так по-другому.Алексей Федорченко, «Коммерсантъ Weekend» № 41 2022
Оказавшись среди победителей конкурса авторских и экспериментальных картин, проведённого Министерством культуры РФ летом 2018 года, проект получил частичное государственное финансирование. Подготовительный период начали в 2019 году, завершить фильм кинокомпания планировала в 2020 году.
Съёмки на кавказской натуре должны были начаться в апреле 2020 года, но из-за пандемии пришлось их перенести, а часть съёмочной группы распустить. Тем временем снимали в павильонных декорациях в Екатеринбурге, объекты в Свердловской области (посёлок Пудлинговый с виадуком — памятником инженерной архитектуры, в Берёзовском). По осени, как только возобновились полёты, стали возможными две большие экспедиции в Чечню, Адыгею, Ингушетию, Северную Осетию и Кармадонское ущелье. Съёмки отдельных эпизодов прошли в заброшенной больнице в Зелёной роще (Екатеринбург). Съёмки завершились в конце декабря 2020 года.
Изначально планировали сделать весь фильм чёрно-белым, но поскольку на экране материал выглядел скучно, во многих эпизодах оставили цвет.

## Фестивали
- 2022 — ХХХII Международный кинофестиваль документальных, короткометражных игровых и анимационных фильмов «Послание к человеку» в Санкт-Петербурге (21—29 октября; внеконкурсная программа — фильм открытия)[1];
- 2022 — Открытый российский кинофестиваль авторского кино «Зимний» в Москве (2—8 декабря)[15] — приз за лучшее визуальное решение[16].

## Критика
«Большие змеи Улли-Кале» — второй по счёту фильм в «невероятной трилогии» режиссёра в жанре псевдодокументального кино.

…режиссёр продолжает экспериментировать с ностальгической эстетикой и референсами к старому кино. «Большие змеи Улли-Кале» хоть и рассказывает об отношениях России и Кавказа, но делает это по-своему вычурно: фильм стилизован под чёрно-белое немое кино, а главным героем выступит этнограф, собирающий воедино отчёт картографической экспедиции.
— Шуравин Владислав, Гугнин Ефим, «Фильм.ру» 25 января 2022
Кинокритик Антон Долин оценивает новую работу режиссёра как «самую сложную и многослойную, при этом изящную и остроумную», относя её к «самым жёстким и бескомпромиссным произведением о колониальной политике имперской России на Кавказе со времён «Хаджи-Мурата» Льва Толстого». 

Федорченко танцует свой зикр во имя мира<…> Пока российские, украинские и европейские теоретики ломают копья по вопросу искоренения колонизаторских амбиций России и её комичных для XXI века претензий на исключительность и величие своей культуры, уральский режиссёр давным-давно делает эту тихую и важную работу.
— Антон Долин, Meduza 23 октября 2022
Обозреватель «Известий» считает, что ключ к данной работе Федорченко нужно искать у Эйзенштейна, а именно в «Да здравствует Мексика!»:

Просто Мексика превратилась в Кавказ, а всё остальное сохранилось. Прежде всего способ повествования, в котором сочетаются реальное и вымышленное, хроника, постановка — и анимация, привычный способ сторителлинга — и театр, пантомима, хореография. Перед нами игра фантазии на историческую тему, где этнография при необходимости дополняется фантастикой и анекдотами.
— Сергей Сычёв, «Известия», 27 октября 2022

## Комментарии
1. ↑  Выбранное название Улли-Кале наиболее созвучно крепости Уллу-Кала на реке Каракойсу в Нагорном Дагестане, в окрестных скалах изобиловали змеи — «змеи длинные, тонкие, которые, зацепившись за деревья, окручивают ногу буйвола и притягивают его к себе, чтобы потом задушить!» Крепость с шестигранной сторожевой башней с двумя ярусами амбразур несла оборонительную функцию от Русской императорской армии и сыграла немалую роль во время Кавказской войны, пала в июле 1859 года[2].
2. ↑  В результате разворачивания истории все герои изначальной задумки о чекисте Мазлаке Ушаеве остались за кадром[3].
3. ↑  Начало трилогии положено дебютной картиной «Первые на Луне» (2005), к съёмке третьей части — «Енотовый город» режиссёр приступил осенью 2022 года[17].